# Григорианский музей светского искусства
Григорианский музей светского искусства (итал. Museo Gregoriano Profano) — один из григорианских музеев Ватикана.
Музей основан в 1844 году папой Григорием XVI. Вначале он находился в Латеранском дворце и назывался «Музей религиозного искусства и языческой культуры». Позднее получил название «Григорианский музей светского искусства» (итал. Museo Gregoriano Profano), или «Музей языческих древностей». В экспозиции собраны произведения языческой античности, найденные на территории Ватикана в начале XIX века: римские реплики греческих скульптур, статуи, рельефы, саркофаги. Среди них: статуя Софокла (римская реплика с греческого бронзового оригинала), римская реплика (с утратами) знаменитой скульптурной группы Мирона «Афина и Марсий», Нептун (римская копия с греческого оригинала IV века до н. э.), портрет Ливии, жены Августа. В 1963 году по распоряжению Папы Иоанна XXIII музей перенесли в Ватикан. Рядом с Пинакотекой было построено новое здание (открыто для публики в 1970 году).
Музей разделен на 4 секции:
- Римские реплики греческих оригиналов;
- Произведения римской скульптуры;
- Саркофаги (с изображениями Геракла, Адониса, Ореста, Марса, Реи Сильвии);
- Римская скульптура (II—III веков)